# Fuerte de San Roque

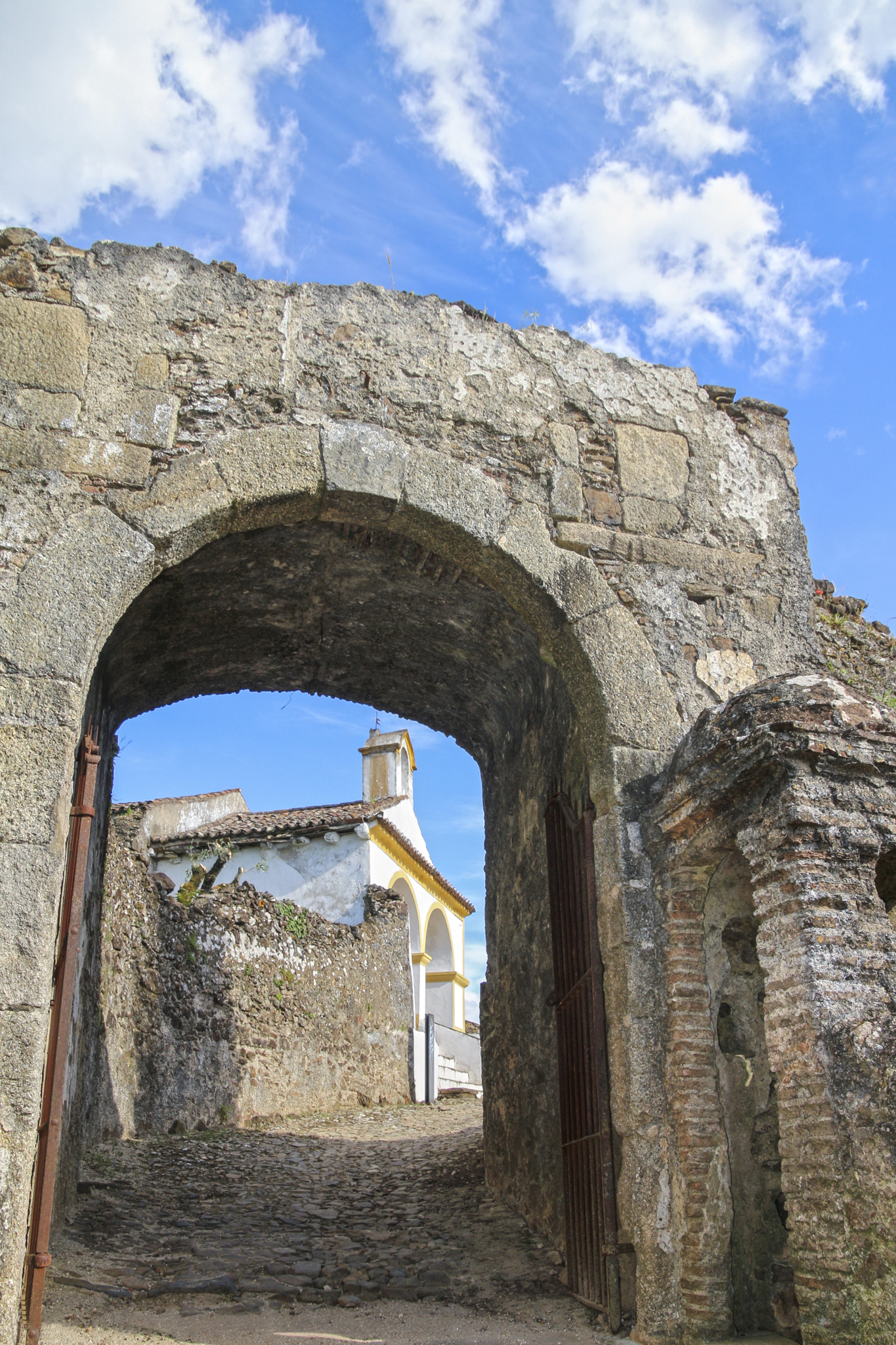
Fuerte de San Roque (Castelo de Vide - Portugal)

El fuerte de San Roque está situado en el pueblo de Castelo de Vide, parroquia de Santa Maria da Devesa, municipio de Castelo de Vide, distrito de  Portalegre en Portugal.
En una posición dominante en la cima de una colina al norte de la sierra de San Mamés en el Alentejo, tenía una importancia estratégica debido a su proximidad a la frontera.

## Historia
Se construyó en el contexto de la Guerra de Restauración portuguesa, cuando se promovieron modernizaciones en la defensa del Castelo de Vide, con el objetivo de adaptarlo al tiro de artillería moderno.
Su trabajo comenzó ya en 1641, se expandió desde 1644 bajo el diseño y dirección del ingeniero y arquitecto militar francés, Nicolau de Langres. En 1660, en el punto álgido de este proceso de fortificación, la defensa de la villa se dividió en dos núcleos principales: el castillo, al oeste, y el Fuerte de São Roque, al este, interconectados por una extensa línea de murallas. La guarnición, en ese momento, era de seiscientos hombres y tres compañías de caballería, lo que revela su importancia.
Más tarde, la plaza fue rodeada y conquistada durante la Guerra de Sucesión Española (1704), ocupada sin resistencia durante la llamada Guerra de las Naranjas (1801) y, por las tropas francesas bajo el mando del General André Masséna, durante la  Guerra Peninsular. (1811). La destrucción sufrida desde entonces condujo a su desactivación a partir de 1823, cuando se intensificó su proceso de degradación.
El conjunto está clasificado como Monumento Nacional por Decreto publicado el 23 de junio de 1910.

## Características
El fuerte tiene una planta en forma de estrella, con amplias murallas y terreno irregular, interconectado por una extensa línea de muros que rodeaban el pueblo.